# Peter George Peterson

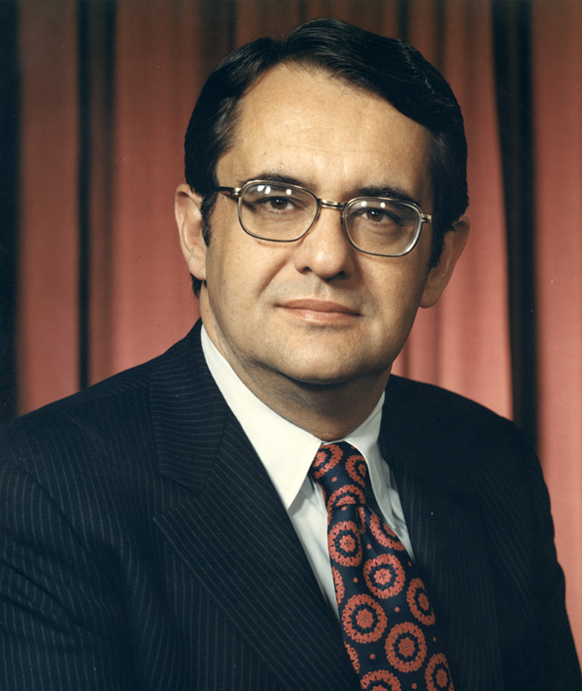
Peter George Peterson

Peter George Peterson (* 5. Juni 1926 in Kearney, Nebraska; † 20. März 2018 in New York City) war ein US-amerikanischer Manager, Investor und Politiker.

## Leben
Peterson wurde als Sohn griechischer Einwanderer in den USA geboren. Er besaß daher sowohl die griechische als auch die US-amerikanische Staatsbürgerschaft. Nach dem Besuch der High School von Kearney studierte er 1942 bis 1947 an der Northwestern University und schloss dieses Studium mit einem Bachelor of Science summa cum laude ab. Im Anschluss absolvierte er ein Postgraduiertenstudium der Betriebswirtschaftslehre an der University of Chicago, welches er 1951 mit einem Master of Business Administration (MBA) beendete.
In der Folgezeit war er für mehrere Unternehmen tätig, ehe er 1958 bei Bell & Howell Vizepräsident und dann 1961 Präsident wurde. Im Anschluss war er zwischen 1963 und 1971 deren Vorstandsvorsitzender und Chief Executive Officer (CEO). Von 1971 bis 1972 war er zunächst Assistent von US-Präsident Richard Nixon für Internationale Wirtschaftsangelegenheiten.
Am 29. Februar 1972 wurde Peterson von Nixon als Handelsminister (Secretary of Commerce) in dessen Kabinett berufen; diesem gehörte er jedoch nur knapp ein Jahr bis zum 1. Februar 1973 an.
Danach verließ er die Regierungspolitik und kehrte in die Privatwirtschaft zurück, wo er von 1973 bis 1977 Vorstandsvorsitzender sowie von 1973 bis 1984 CEO von Lehman Brothers war. Darüber hinaus war er Vorstandsmitglied von 3M, Black & Decker, Citgo, The Continental Group, Federated Department Stores (FDS), General Foods, Radio Corporation of America (RCA) sowie von Sony. 1985 gründete er zusammen mit Stephen A. Schwarzman die Investmentgesellschaft Blackstone Group, deren Senior Chairman er bis 2008 war. Gleichzeitig war er von 2000 bis 2004 Vorstandsvorsitzender der Federal Reserve Bank of New York.
Peterson war darüber hinaus sozial- und gesellschaftspolitisch tätig und insbesondere von 1985 bis 2007 Vorsitzender des Council on Foreign Relations. Daneben war er Kurator (Trustee) des Komitees für wirtschaftliche Entwicklung, Direktionsmitglied des Komitees für ein verantwortungsvolles Bundesbudget, Gründungspräsident des Institute for International Economics (IIE), Direktionsmitglied des National Bureau of Economic Research, Kurator des Museum of Modern Art sowie Direktionsmitglied der World Trade Center Memorial Foundation. Er gehörte mit einem Milliardenvermögen zu den reichsten Griechen.
2006 wurde er in die American Academy of Arts and Sciences gewählt. Er war viele Jahre mit der Fernsehproduzentin Joan Ganz Cooney (* 1929), einer Miterfinderin der Sesamstraße, verheiratet.

## Veröffentlichungen
Daneben war er Autor von Fachbüchern zu wirtschafts- und gesellschaftspolitischen Themen wie:
- "Facing Up: How to Rescue the Economy from Crushing Debt and Restore the American Dream" (1993)
- "Will America Grow Up Before It Grows Old?" (1996)
- "Gray Dawn: How The Coming Age Wave Will Transform America -- And The World" (1999)
- "Running On Empty: How The Democratic and Republican Parties Are Bankrupting Our Future and What Americans Can Do About It" (2004)